# Alina Alexandrowna Lyssenko
Alina Alexandrowna Lyssenko (russisch Алина Александровна Лысенко, * 17. Mai 2003) ist eine russische Bahnradsportlerin in den Kurzzeitdisziplinen.

## Sportlicher Werdegang
Alina Lyssenko begann ihre sportliche Laufbahn als Eiskunstläuferin. Nachdem sie diesen Sport aufgegeben hatte, legte sie eine einjährige Pause ein, bis ihr Bruder und ihr Vater sie animierten, Ende der 2010er Jahre mit dem Radsport zu beginnen.
2020 wurde Lyssenko Junioren-Europameisterin im Keirin. Im Jahr darauf errang sie insgesamt acht internationale Titel: Jeweils in Keirin, Sprint, 500-Meter-Zeitfahren und im Teamsprint wurde sie Junioren-Welt- sowie Junioren-Europameisterin. Ebenfalls 2021 wurde sie mit Jana Tyschtschenko und Darja Schmeljowa russische Meisterin der Elite im Teamsprint.
Die internationalen Sanktionen gegen Russland im Zuge des Kriegs in der Ukraine machten ihr für die nächsten Jahre die Teilnahme an internationalen Wettkämpfen unmöglich. Im März 2024 konnte sie im  Nations Cup erstmals wieder als individuelle neutrale Athletin international antreten. Sie qualifizierte sich dort mit einem dritten Platz für die Track Champions League, wo sie mit sechs Siegen in neun Wettkämpfen deutlich die Kurzzeit-Wertung gewann. Anfang 2025 holte sie bei den Europameisterschaften 2025 erstmals eine internationale Medaille in der Elite.

## Erfolge
2020
- Junioren-Europameisterin – Keirin, Sprint

2021
- Junioren-Weltmeisterin – Keirin, Sprint, 500-Meter-Zeitfahren, Teamsprint (mit Jelisaweta Bogomolowa,  Jelisaweta Kretschkina und Warwara Blagodarowa)
- Junioren-Europameisterin – Keirin, Sprint, 500-Meter-Zeitfahren, Teamsprint (mit Jelisaweta Bogomolowa und Jelisaweta Kretschkina)
- Russische Meisterin – Teamsprint (mit Jana Tyschtschenko und Darja Schmeljowa)

2024
- Track Champions League – Kurzzeit-Gesamtwertung und sechs Einzelsiege

2025
- Europameisterschaften – Sprint
- U23-Europameisterin – Zeitfahren
- U23-Europameisterschaft – Sprint